# Kvillingeförkastningen

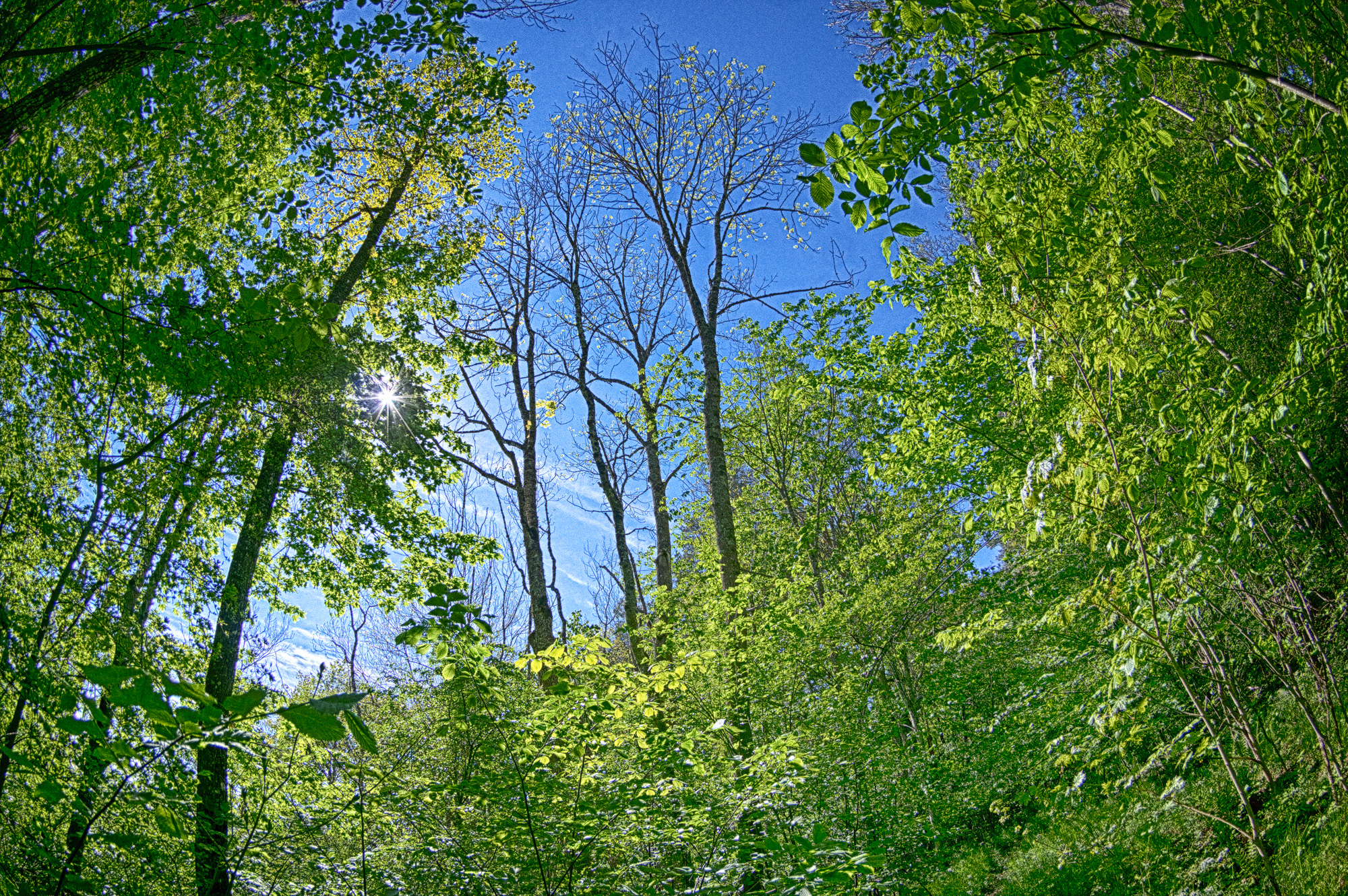
Askträd som slår ut sent på våren

Kvillingeförkastningen är en långsträckt, skogklädd förkastningsbrant vid kanten av Kvillingeslätten i Norrköpings kommun. Den sträcker sig från Kvillinge i öster och en halvmil västerut.  Förkastningsbranten höjer sig ca 50 meter över Kvillingeslätten och vid brantens fot hittas svallgrus och svallsand. 
I branten nordväst om Lida gård växer bland annat ek och hassel. Här påträffas också en rik landsnäckfauna. 
Längs förkastningskrönet hittas några fornborgar, av vilken Torsklint är den mest kända. Dessa och förhistoriska gravfält öster och väster om Kvillinge kyrka visar att Kvillingeslätten har en kontinuerlig bosättning alltsedan järnåldern. 
Längs Kvillingeförkastningen finns en vandringsled.
För området har inrättats ett naturreservat med samma namn. 